# Obere Marktstraße 12 (Bad Kissingen)

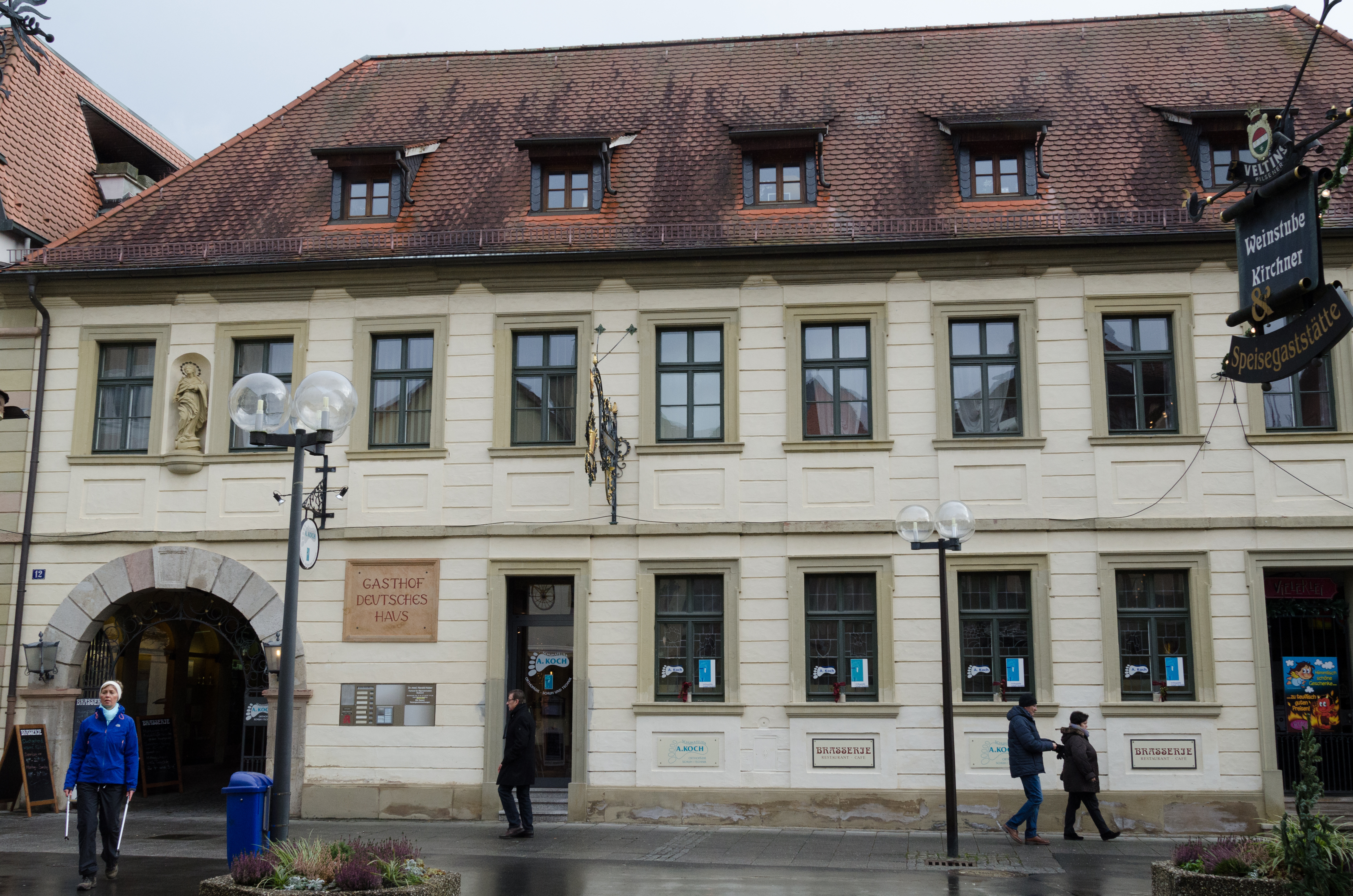
Obere Marktstraße 12 in Bad Kissingen.

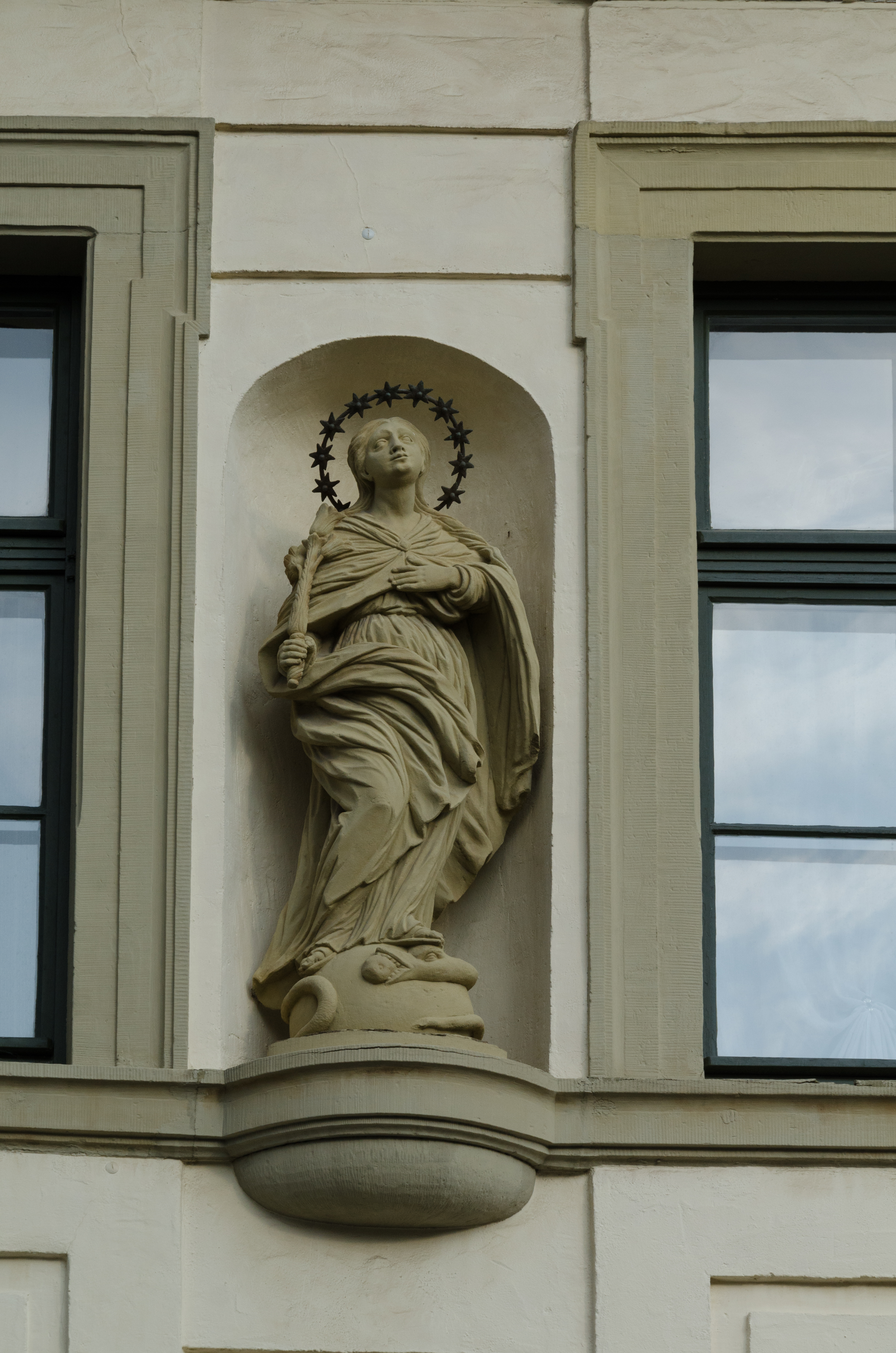
Maria Immaculata (um 1710/20).

Das Gebäude Obere Marktstraße 12 in Bad Kissingen, der Großen Kreisstadt des unterfränkischen Landkreises Bad Kissingen, gehört zu den Bad Kissinger Baudenkmälern und ist unter der Nummer D-6-72-114-72 in der Bayerischen Denkmalliste registriert.

## Geschichte
Das Anwesen entstand im frühen 18. Jahrhundert als Traufseitbau mit barocker Gliederung; die Bauformen lassen eine Entstehungszeit um 1710/20 vermuten. Die aufwändige Fassadengliederung erinnert an den ehemaligen Heußleinschen Hof, in dem sich heute das Neue Rathaus befindet. An der Fassade des Gebäudes ist eine Maria-Immaculata-Figur angebracht, die zur gleichen Zeit wie das Anwesen entstand.
Wahrscheinlich war das Anwesen ursprünglich ein vornehmes Wohnhaus. Genauere Informationen über seine frühe Nutzung sind nicht überliefert.
Ab der zweiten Hälfte des 19. Jahrhunderts beherbergte das Anwesen die Gaststätte Deutsches Haus. Einer ihrer Wirte, der von der Bad Kissinger Bevölkerung „Gamber“ genannt wurde, betrieb auch eine Lokalität im Gebäude Marktplatz 11. Seit einem Umbau in den Jahren 1981 bis 1983 befand sich im ehemaligen Gastraum des Deutschen Hauses zunächst eine Apotheke; jetzt ist dort ein Orthopädie-Geschäft untergebracht und im ehemaligen Nebenzimmer eine neue Gaststätte.